# Phyllophila griseola
Phyllophila griseola là một loài bướm đêm trong họ Noctuidae.